# Lutarka
Lutarka (ukr. Лютарка) – wieś na Ukrainie, w obwodzie chmielnickim, w rejonie szepetowskim, w hromadzie Zasław. W 2001 liczyła 497 mieszkańców, wśród których 488 wskazało jako ojczysty język ukraiński, 8 rosyjski, a 1 osoba się nie zadeklarowała.